# Всеукраїнська Рада професійних спілок (ВУРПС)
Всеукраїнська Рада професійних спілок (ВУРПС) — організація, створена за проектом ВЦРПС на II Всеукраїнському з'їзді профспілок, що проходив 3–8 листопада 1924. За пропозиціями ВЦРПС Українське бюро ВЦРПС, яке до II Всеукраїнського з'їзду виконувало функції обласного профспілкового центру, перетворювалося у ВУРПС, а Українські бюро (уповноважених) ЦК галузевих спілок — у Всеукраїнські комітети (ВУК) або центральні правління цих спілок. Відповідно республіканські конференції профспілок замінювалися щорічними профспілковими з'їздами. Новоутворені республіканські органи залишалися залежними від загальносоюзного профспілкового центру.
Майже одностайно делегати з'їзду (за партійною приналежністю серед них було: 87 % комуністів, 7,3 % канд. у чл. КП(б)У, 0,7 % комсомольців і 5 % безпартійних; за національністю — 35 % росіян, 32,6 % українців, 27,8 % євреїв і 4,6 % представників інших національностей) проголосували за збереження принципу єдності профспілкового руху Радянського Союзу, згідно з яким «всі заходи з реорганізації профспілок України повинні проводитися у повній відповідності із завданнями єдиного класового профспілкового руху», й відхилили вимогу «укапістів» (див. Українська комуністична партія) про створення незалежного представництва профспілок у міжнародному об'єднанні революційних профспілок — Профінтерні. Незважаючи на заяву з'їзду про передачу керівництва українським професійним рухом у відання республіканських органів, повноваження останніх, як і раніше, обмежувалися виконавчими функціями. Всеукраїнському з'їздові та ВУРПС приписувалося контролювати виконання ВУКами й місцевими союзними органами постанов всесоюзних з'їздів і ВЦРПС, а в разі прийняття ними положень, що суперечать цим постановам, призупиняти дію таких положень. Діяльність самих республіканських органів також обмежувалася підзвітністю ВЦРПС.
З'їзд обрав Всеукраїнську раду профспілок у складі 98 членів і 33 кандидатів та ревізійну комісію у кількості 5 осіб. До президії ВУРПС було обрано 13 членів і 6 кандидатів. Голова ВУРПС — Ф. Угаров.
Рішення II Всеукраїнського з'їзду ухвалив VI Всесоюзний з'їзд профспілок (11—18 листопада 1924), який прийняв постанову про проведення у Білоруській СРР, Киргизькій СРР та УСРР виборів у республіканські профспілкові органи. Надалі реорганізація українських профспілок відбивала зміни в адміністративному поділі. У 1937 році була ліквідована.
У жовтні 1948 року ВЦРПС вирішив відновити обласні і республіканські органи профспілок. 29—30 квітня 1948 року відбулася I Українська республіканська міжспілкова конференція професійних спілок, яка обрала Українську республіканську раду професійних спілок та ревізійну комісію. 15—17 березня 1951 року відбулася II Українська республіканська міжспілкова конференція професійних спілок.

## Голови Південного (Українського) бюро ВЦРПС
- Косіор Володимир Вікентійович (1920)
- Полонський Володимир Іванович (1920)
- Іванов Микола Іванович (1920—1921)
- Серебряков Леонід Петрович (1921)
- Гольцман Абрам Зиновійович (1921—1922)
- Янсон Микола Михайлович (1922)
- Угаров Федір Якович (1922—1924)

## Голови Всеукраїнської Ради професійних спілок
- Угаров Федір Якович (1924—1925)
- Радченко Андрій Федорович (1925—1927)
- Акулов Іван Олексійович (1927—1929)
- Чувирін Михайло Євдокимович (1929—1932)
- Сухомлин Кирило Васильович (1932—1933)
- Чувирін Михайло Євдокимович (1933—1936)
- Просвірнін Іван Олексійович (1936—1937)

## Голови Української республіканської ради професійних спілок
- Колибанов Анатолій Георгійович (1948—1953)
- Москалець Костянтин Федорович (1953—1960)
- Синиця Михайло Сафронович (1960—1961)
- Клименко Василь Костянтинович (1961—1971)
- Сологуб Віталій Олексійович (1971—1990)
- Ковалевський Анатолій Михайлович (1990—1992)

## Заступники голови Української республіканської ради професійних спілок
- Строкотенко Іван Миколайович (.11.1948—1954)
- Євтушенко Світлана Сергіївна 1989—1991

## Секретарі Південного (Українського) бюро ВЦРПС
- Любимов Ісидор Євстигнійович (1921)

## Секретарі Української республіканської ради професійних спілок
- Немченко Л.А. 1921—192.2
- Булат Іван Лазарович 1921—1922, 1924—1925
- Корнюшин Федір Данилович 1921—1923
- Гулий Костянтин Макарович 1925—1927
- Доронін Василь Іванович 1927—1928
- Кузьменко Василь Денисович 1928—1929
- Виростков Іван Олексійович 1930—1932, 1933—1935
- Єленін Георгій Семенович 1932—193.6
- Просвірнін Іван Олексійович .05.1935—1936
- Жданов Микола Юхимович .11.1948—195.9
- Єфременко Євген Іларіонович .01.1958—15.12.1970
- Шендрик Людмила Карпівна 195.8—198.0
- Комаров Іван Михайлович .04.1960—30.07.1969
- Бутенко Василь Іванович 196.3—196.4
- Пойда Іван Федорович 1966—7.02.1986
- Сиволоб Віра Іванівна 1969—1985
- Гладкий Іван Іванович 15.12.1970—1981
- Славинський Микола Михайлович 197.0—10.02.1984
- Щербина Віктор Петрович (на громадських засадах) 1977—1982
- Єфіменко Олександр Васильович 1980—1990
- Зубенко Юрій Степанович .11.1980—1990
- Запольський Михайло Антонович 198.1—198.8
- Биченок Тамара Василівна (на громадських засадах) 1982—198.
- Кулик Володимир Васильович .10.02.1984—1990
- Євтушенко Світлана Сергіївна 1985—1989
- Ковалевський Анатолій Михайлович .04.1986—.03.1990
- Нагорний Кім Миколайович 198.6—198.7
- Іванов Павло Іванович (на громадських засадах) 198.7—198.9